# MaK DE 502
Die Lokomotive MaK DE 502 ist eine dieselelektrische Lokomotive, die von der  Maschinenbau Kiel (MaK) gebaut wurde. Sie ist im Prinzip eine mit anderen Motoren ausgerüstete DE 501, die sie 1984 in der Produktion ablöste. Die Achsfolge der MaK DE 502 ist Co. Sie hat eine Leistung von wahlweise 510 kW oder 560 kW und erreicht eine maximale Geschwindigkeit von bis zu 45 km/h. Eingebaut wurden Motoren von MWM (510 kW) oder MTU (560 kW). Je nach Ausrüstungsvariante bringt sie es auf eine Dienstmasse von 60 t bis 66 t. Ihr Tankinhalt beträgt 1.700 l.
Die MaK DE 502  wurde zwischen 1985 und 1989 in 13 Exemplaren gebaut. Davon gingen vier Loks an die RAG Bahn und Häfen, drei Loks an die Bergwerksgesellschaft Sophia-Jacoba, zwei Loks an BASF und je eine Lok an Daimler-Benz und BBC.
Die drei Sophia-Jacoba-Loks wurden im März 2008 von der Mittelweserbahn in Bruchhausen-Vilsen übernommen.
Im Deutschen Fahrzeugeinstellungsregister wurde für diese Fahrzeuge die Baureihennummer 98 80 0271 vergeben.
Siehe auch: Liste der Schienenfahrzeuge der Maschinenbau Kiel